# Рудникова вентиляція

Схема вентиляції підземного рудника

Рудникова вентиляція — регульований обмін повітря в гірничих виробках шахт (рудників). Здійснюється з використанням у виробках вентиляційних дверей, перегородок, перемичок тощо, встановлених на поверхні землі вентиляторів (головний вентилятор). Іноді застосовують підземні допоміжні вентилятори (ними провітрюють виїмкові ділянки).
Теоретичні засади рудникової вентиляції досліджує розділ гірничих наук — рудникова аерологія.